# Cypripedium subtropicum
Cypripédium subtropicum  — травянистое растение; вид секции Subtropica рода Башмачок семейства Орхидные. Относится к числу охраняемых видов (II приложение CITES). Китайское название: 暖地杓兰 nuan di shao lan.

## Распространение и экология
Китай (юго-восточная часть провинции Юньнань и юго-восток Тибета), Вьетнам (Хазянг). 
Затенённые места в ольховых лесах на высотах 800—1400 метров над уровнем моря.

## Ботаническое описание
Травянистый многолетник до 1,5 метра с толстым, довольно коротким корневищем 2-3 мм в диаметре. Стебель прямостоячий, около 1 см в диаметре, опушенный, с несколькими листовыми влагалищами у снования и 9 или 10 листьеями выше. 
Листовая пластинка эллиптически-продолговатая к эллиптически-ланцетной, 21—33 × 7,7—10,5 см, вершина заостренная; черешок 1—2 см. 
Соцветие верхушечное, кистевидное, 7-цветковое. Прицветники более или менее отогнутые, линейно-ланцетные, 1—2.8 × 0,2—0,3 см, с красноватыми волосками. 
Цветки жёлтые, с фиолетовыми пятнами на губе. Спинной чашелистик овально-эллиптический, 3,5—3,9 × 2,2—2,5 см; парус широкояйцевидно-эллиптический, немного шире, чем спинной чашелистик, на конце неглубоко 2-лопастной. Лепестки яйцевидные, 3—3.6 × 9—11 мм, с красноватыми волосками; губа обратнояйцевидно-эллипсоидная, 4—4,6 см, около 3 см в диаметре, голая на наружной поверхности, опушённая внутри. Стаминодий примерно 5 × 1,5 мм. 
Цветение в июне.

## В культуре
Этот вид оставался незамеченным коллекционерами в течение многих лет, пока новые колонии не были найдены в провинции Юньнань. Популяция из которой был собран типовой экземпляр в Тибете была уничтожена во время наводнения. В 2010 году фотографии Cyp. subtropicum начали появляться в интернете. Через несколько месяцев растения незаконно собранные в природе начали появляться на интернет-аукционах. Покупатели, кем бы они ни были, практически не высказывались о приобретённых растениях. Целый ряд растений, которые были проданы под видом Cyp. subtropicum оказались дремликами (Epipactis) или более распространенным Cypripedium henryi из Юньнань. 
Требования к культивированию остаются неизвестными. В отличие от других циприпедиумов этот вид является истинным вечнозеленым растением, поскольку побеги и листья сохраняются два сезона. 
Зоны морозостойкости: 9 и выше.